# Popillia fukiensis
Popillia fukiensis är en skalbaggsart som beskrevs av Machatschke 1955. Popillia fukiensis ingår i släktet Popillia och familjen Rutelidae. Inga underarter finns listade i Catalogue of Life.